# Прапор Колибаївки
Прапор Колибаївки — офіційний символ села Колибаївки Кам'янець-Подільського району Хмельницької області, затверджений рішенням №10 XXVI сесії сільської ради VII скликання від 15 червня 2018 року. Авторами сучасного герба є В.М.Напиткін та К.М.Богатов.

## Опис
На червоному квадратному полотнищі дві білих гілки черешні з плодами і листками, покладені в косий хрест, супроводжувані вгорі жовтою графською короною.